# Île du Prince-Henri
Pour les articles homonymes, voir Henri.
L'île du Prince Henri (groenlandais : Qeqertaq Prins Henrik, danois : Prins Henrik Ø), anciennement Île Tobias (groenlandais : Qeqertaa Tuppiap, danois : Tobias Ø), est un îlot inhabité et majoritairement stérile du Groenland. Il est découvert par des scientifiques en 1993 et réclamé par le Groenland (Danemark) depuis le 25 avril 2001. D'une superficie de 3 km2 et de 2 000 mètres de long sur 1 500 m de large, il est rattaché au Parc national du Nord-Est du Groenland.
En 2004, l'île a été renommée Qeqertaq Prins Henrik en l'honneur du prince Henri, pour son 70e anniversaire,,. Étant l'époux de Marguerite II, reine du Danemark, il est en effet l'actuel prince consort de ce pays auquel est rattaché le Groenland.